# جائحة فيروس كورونا في رومانيا
أُعلن عن جائحة فيروس كورونا 2019–20 في رومانيا في 26 فبراير 2020.

## خلفية
في 12 يناير 2020، أكدت منظمة الصحة العالمية عن ظهور فيروس كورونا المستجد كسبب للمرض التنفسي الذي أصاب مجموعة من الأشخاص في مدينة ووهان، مقاطعة خوبي، الصين، إذ أُبلغ عنهم إلى منظمة الصحة العالمية في 31 ديسمبر 2019. كانت نسبة الوفيات بين الحالات المُشخصة بكوفيد-19 أقل بكثير من جائحة فيروس سارس في عام 2003، لكن انتقال العدوى كان أكبر، والوفيات أيضًا.

## التسلسل الزمني

### 21 فبراير - 2 مارس: التدابير الوقائية الأولى
في 21 فبراير، بعد تفشي فيروس كوفيد 1 في إيطاليا، أعلنت الحكومة الرومانية عن الحجر الصحي لمدة 14 يومًا للمواطنين العائدين من المناطق المتضررة.
في 22 فبراير، أعلنت الحكومة الرومانية عن العديد من الإجراءات الوقائية بما في ذلك تعيين خمسة مستشفيات كمراكز عزل للحالات الجديدة، وشراء ووضع الماسحات الضوئية الحرارية في المطارات الدولية وخطوط مخصصة خصيصًا للركاب القادمين من المناطق المتضررة من تفشي COVID-19.
في 25 فبراير، تم فرض تدابير جديدة. عند الوصول إلى الأراضي الرومانية، سيذهب جميع المسافرين بدون أعراض من المناطق المتضررة، على التوالي، هوبي، والمواقع الـ 11 في إيطاليا، وأي ركاب آخرين على متن سفينة اميرة الالماس السياحية مباشرة إلى الحجر الصحي لمدة 14 يومًا. سيدخل الأشخاص الآخرون القادمون من منطقتي لومباردي وفينيتو عزلة طوعية في المنزل لمدة 14 يومًا، عند وصولهم إلى رومانيا.
في 26 فبراير، طلب وزير التعليم والبحوث من المدارس نشر الوعي حول فيروسات التاجية.
في 28 فبراير، اقترحت الكنيسة الرومانية الأرثوذكسية أن يستخدم المتابعون ملاعقهم الخاصة وتجنب التقبيل التقليدي للرموز في الكنيسة.
وفي 2 مارس / آذار، اتخذت اللجنة الوطنية لحالات الطوارئ الخاصة تدابير وقائية أكثر. وهكذا، فإن المواطنين الذين يصلون من مقاطعات أو مدن أخرى في البر الرئيسي للصين، وأماكن أخرى في مناطق لومباردي، فينيتو أو إميليا رومانيا في إيطاليا، وكذلك مناطق ومحليات في كوريا الجنوبية وإيران لم يتم تحديدها سابقًا للحجر المؤسسي، يدخلون 14 يومًا من العزل في المنزل فور العودة إلى رومانيا.

### 8 - 12 مارس: حظر التجمعات العامة وإيقاف المدارس
في 8 مارس، أعلن رئيس إدارة حالات الطوارئ، رائد عرفات، عن حظر جميع الأنشطة الداخلية أو الخارجية التي شارك فيها أكثر من 1000 شخص (تم تغيير هذه الأرقام فيما بعد، انظر أدناه). هذه القيود صالحة حتى 31 مارس، حيث سيتم إجراء تقييم جديد. بعد وضع شمال إيطاليا تحت الحجر الصحي في 8 مارس، علقت شركة طيران ويز إير منخفضة التكلفة جميع رحلاتها إلى تريفيزو وبرغامو حتى 3 أبريل. وبالمثل، ألغت شركة بلو إير جميع الرحلات من وإلى ميلانو يومي 8 و 9 مارس. وفي اليوم نفسه، تم تعليق الرحلات الجوية من وإلى إيطاليا. في مؤتمر صحفي، صرح وزير الداخلية مارسيل فيلا أنه إذا أبلغت المدرسة حتى عن حالة، سيتم تعليق الدورات في جميع أنحاء المدرسة.
في 9 مارس، أعلن المسؤولون عن توقف الرحلات الجوية من وإلى إيطاليا في جميع المطارات في البلاد، حتى 23 مارس. في اليوم نفسه، قررت اللجنة الوطنية لحالات الطوارئ الخاصة إغلاق جميع المدارس في رومانيا، بدءًا من 11 مارس حتى 22 مارس، مع إمكانية تمديد الإجراء. تم تعليق جميع رحلات الحافلات والنقل بالسكك الحديدية من وإلى إيطاليا في الفترة من 10 مارس حتى 31 مارس. وقررت اللجنة أيضًا وضع سلسلة من الالتزامات لوحدات الأغذية ومقدمي خدمات النقل العام والخاص لنقل الركاب، مثل التطهير المتكرر للأسطح، وتجنب الازدحام في المساحات التجارية، والتطهير المتكرر لمقصورة الركاب في وسائل النقل، وما إلى ذلك.
في 11 مارس / آذار، نشرت الحكومة قائمة بخمسة عشر مبادئ توجيهية بشأن «السلوك الاجتماعي المسؤول في منع انتشار الفيروس التاجي (COVID-19)». فرضت السلطات حظراً على الأحداث الرياضية أو العلمية أو الدينية أو الثقافية أو الترفيهية مع أكثر من 100 مشارك في الأماكن المغلقة حتى 31 مارس / آذار. وبالمثل، تم تعليق الأنشطة العامة للمتاحف حتى 31 مارس.

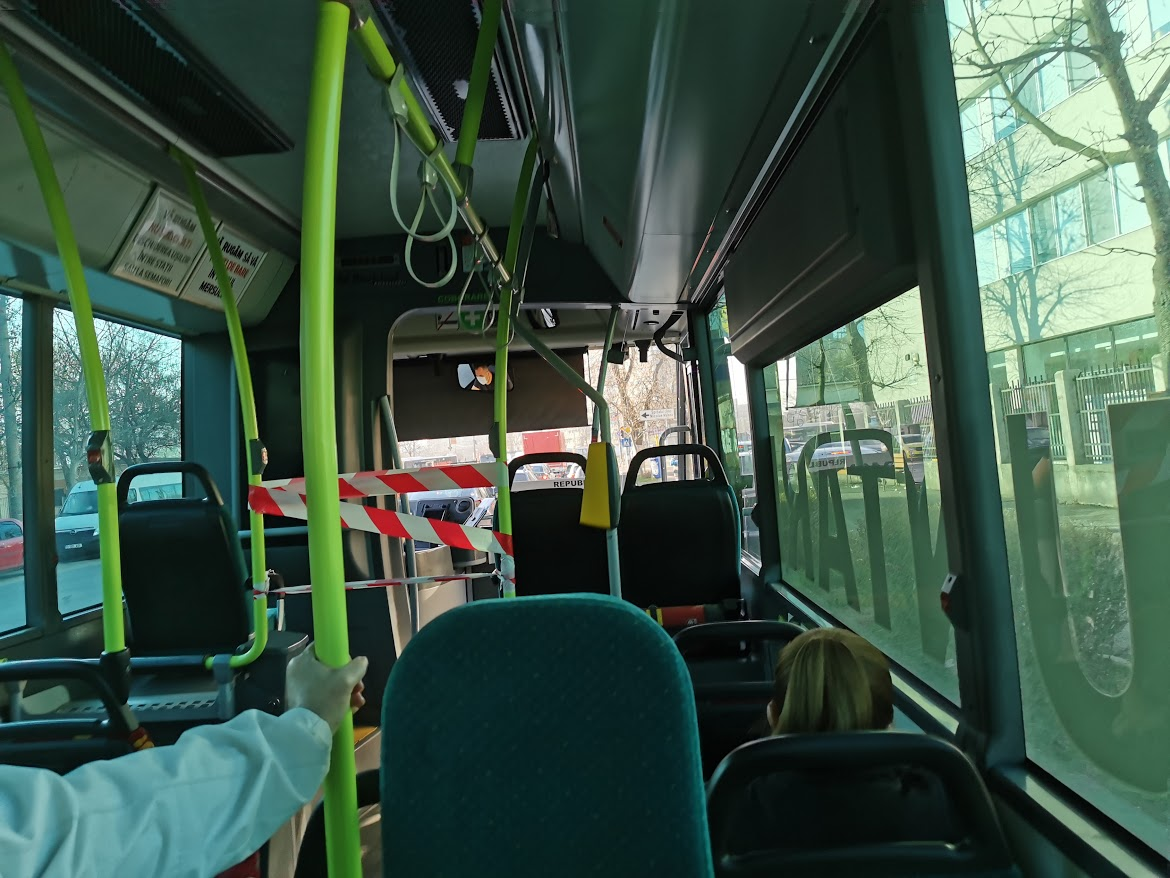
Voluntari - مسار حافلات بوخارست مع منع الركاب في منطقة السائق

في 12 مارس، أغلقت السلطات الصربية سبع نقاط حدودية مع رومانيا لمنع انتشار الفيروس التاجي. في اليوم نفسه، طلب أمين المظالم الروماني من الرئيس كلاوس إيوهانيس إعلان حالة الطوارئ والبرلمان الروماني للموافقة عليها. في بيان متلفز، وزير الدولة في وزارة الصحة، قال إن الوضع الحالي لا يفرض مثل هذا الإجراء المتطرف. قرر الاتحاد الروماني لكرة القدم تأجيل جميع مباريات كرة القدم في رومانيا حتى 31 مارس. أعلن وزير الداخلية مارسيل فيلا أنه تم إغلاق المعابر الحدودية ذات حركة المرور المنخفضة حتى يتم توجيه الموظفين هناك إلى المواقع ذات الحركة المرورية العالية. أصدر وزير الصحة فيكتور كوستاش أمرا بحظر تصدير الأدوية والمعدات الطبية لمدة ستة أشهر.

### 13 مارس: إصابة أول سياسي
في 13 مارس، الأدميرال السابق، الذي يعمل كمستقل في مجموعة أعضاء مجلس الشيوخ PNL ، تم تشخيصه بـ COVID-19. وعزل نفسه بعد أن اكتشف أنه تم العثور على عضو برلماني فرنسي كان يسافر معه إلى بروكسل مصابًا بالفيروس التاجي. في 9 مارس، حضر Chițac اجتماعًا للحزب مع أكثر من 100 شخص. تدعي مصادر برلمانية أنه كان حاضرا أيضا في مجلس الشيوخ في 12 مارس، عندما حضر المجموعة والجلسات العامة. في ظل هذه الظروف، عزل جميع أعضاء المكتب السياسي الوطني للشرطة الوطنية في بلادهم. أعلن رئيس الوزراء المؤقت لودوفيك أوربان أن جميع أعضاء مجلس الشيوخ في حزب التحرير الوطني ملزمون بعزل أنفسهم وأنه سيعزل نفسه في فيلا لاك 1. كما أعلن أنه سيتم اختبار جميع الوزراء لفحص فيروسات التاجية والعزل الذاتي في خزائنهم.

### 14-21 مارس: إعلان حالة الطوارئ، تعليق النشاط البرلماني
في 14 مارس، بعد تشخيص أكثر من 101 شخص بفيروس كورونا، دخلت رومانيا السيناريو COVID-19 الثالث. السيناريو الثالث يذهب من 101 إلى 2000 حالة. في السيناريو الثالث، سيقوم الأطباء بإجراء فحوص وبائية في الخيام التي تم تركيبها في ساحات المستشفيات، وستعالج مستشفيات الأمراض المعدية حالات عدوى السارس CoV-2 فقط. وبالمثل، ستكون السلطات قادرة على فرض الحجر الصحي في المنزل، ليس فقط في المستشفيات، حيث يمكن في كثير من المناطق تجاوز قدرات الوحدات الطبية. وفي الوقت نفسه، ووفقًا للخطة في السيناريو الثالث، تم حظر التجمعات العامة التي تضم أكثر من 50 شخصًا. تم تشخيص ثلاثة ليبراليين آخرين بـ COVID-19، وجميع اتصالات السناتور Vergil Chițac. أعلن مارسيل سيولاكو، رئيس مجلس النواب، أن البرلمان سيعلق نشاطه لمدة أسبوع. ومع ذلك، سيتم تنفيذ الأنشطة عبر الإنترنت.
وفي 14 مارس / آذار أيضًا، أعلن الرئيس كلاوس إيوهانيس أنه قرر إصدار حالة الطوارئ في رومانيا اعتبارًا من 16 مارس / آذار. في 16 مارس، أصدر Iohannis مرسوم إقامة حالة الطوارئ في رومانيا لمدة 30 يومًا وأصر على أن يتم تنفيذ التدابير الواردة في المرسوم بشكل تدريجي. سيتم إغلاق المدارس أثناء حالة الطوارئ. إذا لزم الأمر، قد يتم تحديد أسعار الأدوية والمعدات الطبية والأطعمة الضرورية للغاية وخدمات المرافق العامة (الكهرباء والحرارة والغاز وإمدادات المياه والصرف الصحي والوقود وما إلى ذلك.). كما يمكن اتخاذ تدابير تدريجية، إذا تفاقم الوضع، فقط بعد تقييم اللجنة الوطنية لحالات الطوارئ الخاصة. ويشمل ذلك الإغلاق المؤقت للمطاعم والفنادق والمقاهي والنوادي والإغلاق التدريجي للحدود أو تقييد أو حظر حركة المركبات أو الأشخاص في / إلى مناطق معينة. في 19 مارس، عقد البرلمان جلسة مشتركة عبر الإنترنت واعتمد بالإجماع المرسوم الصادر عن Iohannis.
حتى 17 مارس / آذار، سهلت وزارة الخارجية عودة 137 رومانيًا كانوا في الخارج، إما كسائحين أو عابرين أو في حالات الطوارئ الطبية، والذين تأثروا بشكل مباشر بالتدابير التي اتخذتها الدول التي كانوا فيها. .
في 21 مارس / آذار، صدر «قانون عسكري»: لا توجد مجموعات أكبر من 3 أشخاص في الشوارع. يحظر مغادرة المنزل بين الساعة 10 مساءً و 6 صباحًا بدون سبب. جميع مراكز التسوق مغلقة باستثناء بيع المنتجات الغذائية والبيطرية أو الصيدلانية وخدمات التنظيف. يُحظر دخول أراضي رومانيا والمواطنين الأجانب وعديمي الجنسية، إلا عندما يعبرون أراضي رومانيا، عبر ممر العبور، الذي يتم تنظيمه باتفاقيات مع الدول المجاورة (يتم إجراء المزيد من الاستثناءات لفئات أخرى مثل: المقيمين وأفراد الأسرة وغيرهم).

### 22 مارس حتى الآن: أول حالات وفاة بـ كوفيد19، إغلاق البلاد

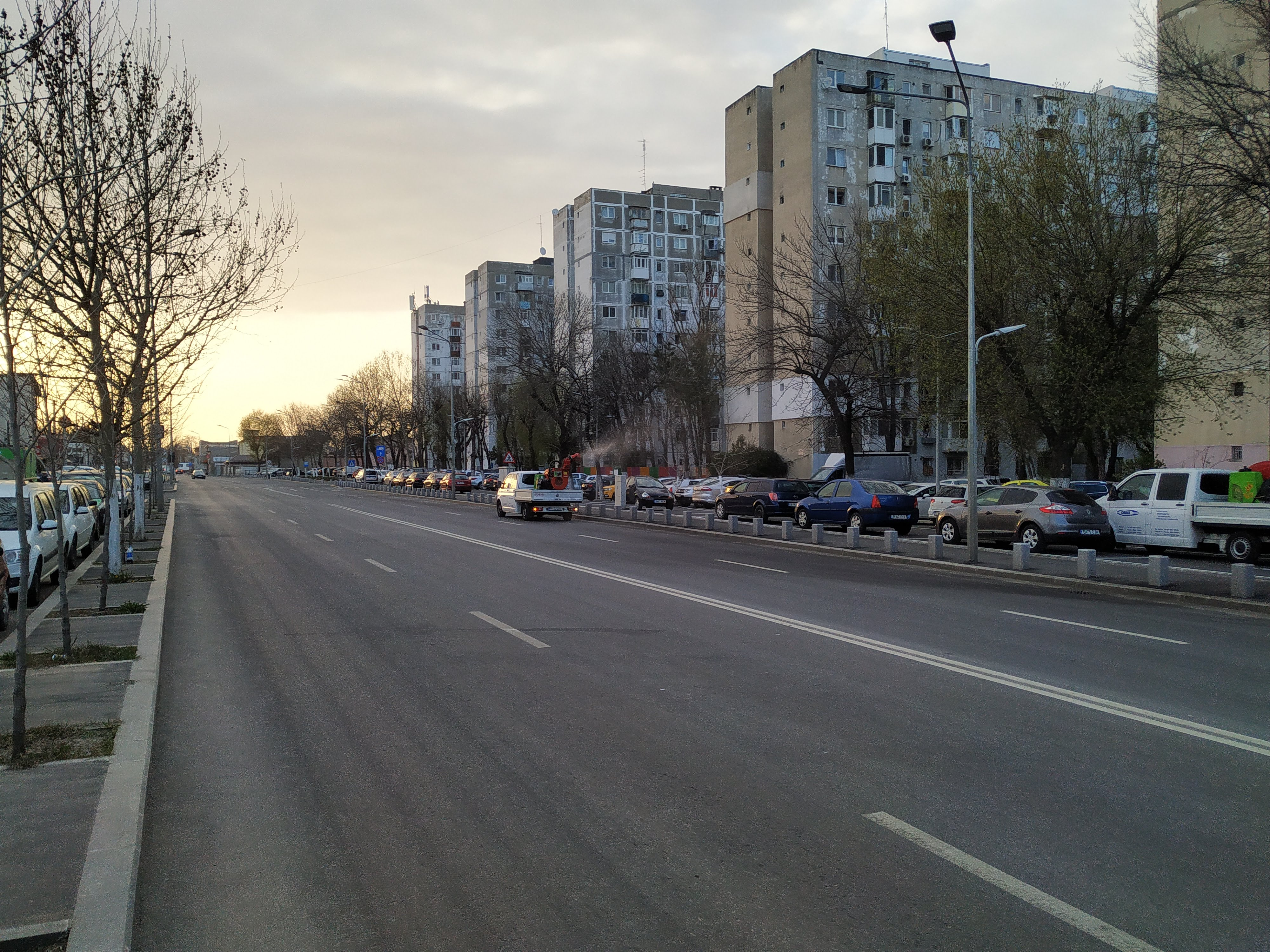
شارع فارغ في بوخارست أثناء إغلاق البلاد

في 22 مارس، تم الإبلاغ عن الوفيات الثلاثة الأولى في رومانيا. كان لدى الثلاثة حالات سابقة للتواجد: كان أحدهم على غسيل الكلى، وواحد مصابًا بسرطان الرئة، والآخر مصابًا بداء السكري.
بعد زيادة الحالات المؤكدة الجديدة، أعلنت الحكومة في 24 مارس / آذار المرسوم العسكري رقم 3، الذي فرض حظراً وطنياً واستدعى الجيش لدعم أفراد الشرطة والدرك في تطبيق القيود الجديدة. يحظر التنقل خارج المنزل أو الأسرة، مع بعض الاستثناءات (العمل، شراء الطعام أو الدواء، إلخ.). يُسمح للأشخاص الذين تزيد أعمارهم عن 65 عامًا بمغادرة منازلهم فقط بين 11 صباحًا و 1 مساءً  بعد ذلك بيومين، في 26 مارس، أوقفت شركة الطيران الحكومية تاروم جميع الرحلات الداخلية.

## الحالات
في 14 مارس، بعد 18 يومًا من تشخيص أول حالة إصابة بفيروس سارس- CoV-2 ، تجاوزت رومانيا عتبة 100 حالة مؤكدة. 49٪ ممن تم تشخيصهم كانوا خارج الدولة قبل التشخيص. في 35 ٪ من الحالات، كان المرضى في السابق في إيطاليا، البلد الأكثر تضرراً من الوباء في الاتحاد الأوروبي. كان هؤلاء الأشخاص هم المصادر الرئيسية لانتقال الفيروس إلى 50٪ الآخرين، في حالة واحدة غير قادرة على تحديد سياق وبائي موحى للمريض المشخص. شخصان تم تشخيصهما (الحالتان رقم 17 و 27) كانا مسئولين عن إصابة 22٪ من عدد المرضى. كان هذا الوضع ممكنا لأن كل واحد منهم اختبأ من السلطات، في المرحلة الأولية، حقيقة أنهم سافروا في السابق إلى منطقة معرضة لخطر الإصابة بالعدوى، مما أدى إلى تأخير بدء التحقيق الوبائي وعرّض المزيد من الأشخاص لخطر الإصابة. تم تشخيص أكثر من نصف الحالات (54 ٪) في ثلاث مقاطعات: بوخارست وتيميتش وهونيدوارا. تم تشخيص مريض من أصل ثلاثة في بوخارست. كان ستة فقط من أول 100 مريض روماني مصاب أكبر من 70 عامًا، وهو السن الذي غالبًا ما يشكل فيه فيروس التاجي مشاكل صحية خطيرة، خاصة عندما يعاني المصاب أيضًا من الأمراض المرتبطة به. من بين أول 100 مريض، كانت حالة واحدة فقط خطيرة، وتتطلب دخول وحدة العناية المركزة، بينما تعافى تسعة مرضى، و 90 منهم يعانون من أعراض خفيفة إلى معتدلة.
في 15 مارس / آذار، توقفت وزارة الصحة عن نشر بيانات عن الجنس والعمر والمنشأ وجهات الاتصال والتفاصيل الأخرى للحالات الفردية. تم إرسال المعلومات حول الحالات الجديدة في رسالتين إخباريتين يوميًا، إحداهما في الساعة 10 صباحًا، والأخرى في الساعة 6 مساءً  اعتبارًا من 19 مارس، تم الإبلاغ عن الحالات المؤكدة الجديدة مرة واحدة يوميًا، الساعة 1 ظهرًا 

## الإحصاء
اعتبارًا من 18 آذار (مارس) ، كانت مجموعة (29 ٪) من حالات COVID-19 من الأشخاص الذين تتراوح أعمارهم بين 40 و 49. 51٪ من المرضى من النساء و 44٪ من الرجال والأطفال - 5٪.

## تأثير

### الاقتصاد

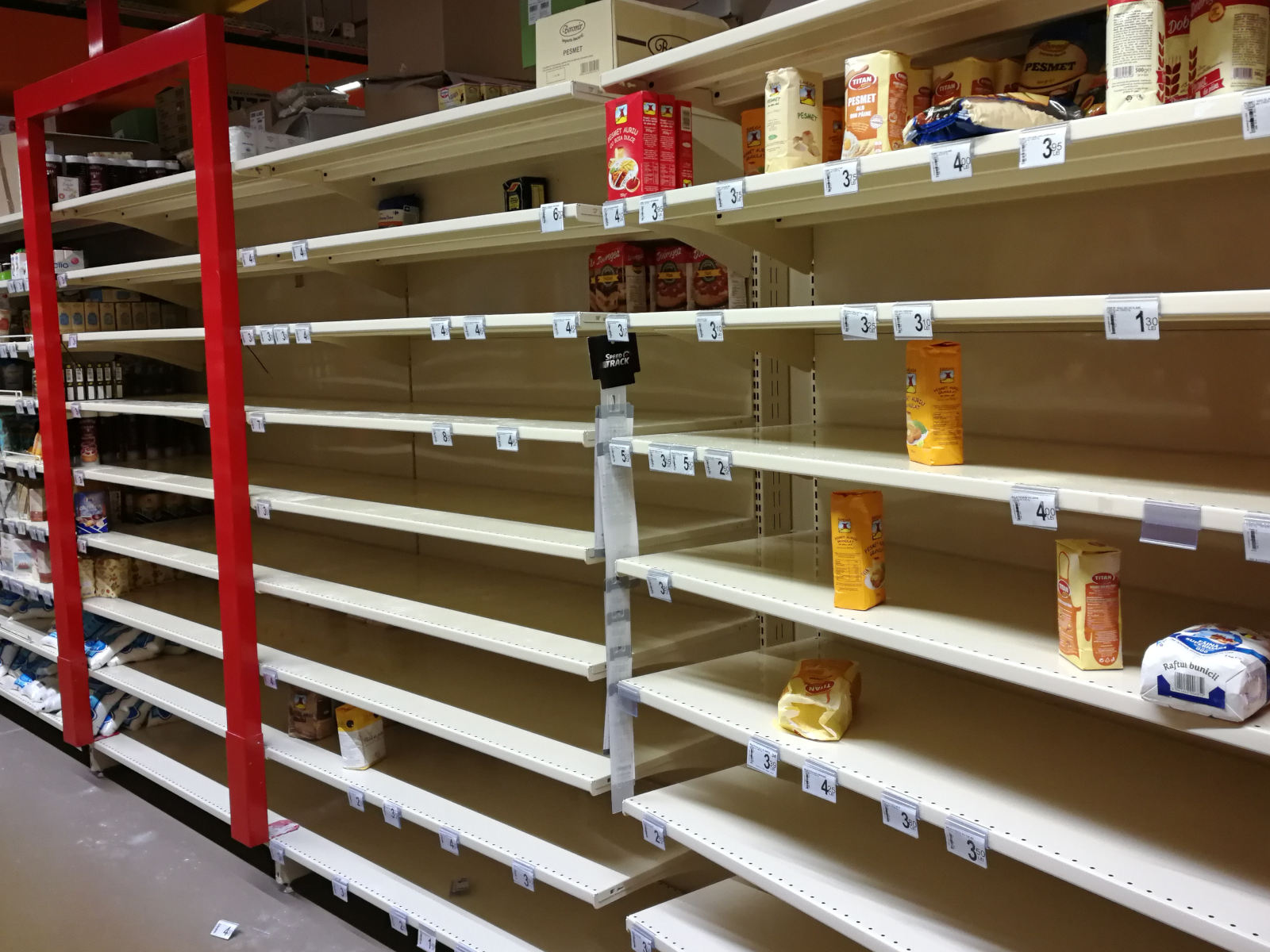
أرفف فارغة في سوبر ماركت Brașov بعد شراء الذعر

خلال الأسبوع الثاني من شهر مارس، سجلت بورصة بوخارست خسائر في جميع جلسات التداول الخمس، حيث انهار مؤشر BET الرئيسي بنسبة 17.6٪، وهو أكبر انخفاض منذ ديسمبر 2018.
في 16 مارس، أعلن البنك الوطني الروماني عن سعر مرجعي يبلغ 4.8242 ليو / يورو، وهو الحد الأقصى التاريخي للعملة الأوروبية الموحدة مقابل الليو. واصل ليو انخفاضه، ليصل إلى 4.8448 ليو / يورو كحد أقصى في 17 مارس.

### التعليم
في 9 مارس، أعلن رئيس الوزراء المؤقت لودوفيك أوربان إغلاق جميع المدارس بين 11 و 22 مارس. ويستهدف هذا الإجراء جميع رياض الأطفال والمدارس الابتدائية والثانوية والثانوية في رومانيا ، الحكومية والخاصة ، وفقًا لوزيرة التعليم . القرار يؤثر على 3.5 مليون طالب وطالبة. وبالمثل ، قامت العديد من الجامعات في المراكز الطلابية الرئيسية بتعليق دوراتها. وتشمل هذه جامعة بوخارست، وأكاديمية بوخارست للدراسات الاقتصادية، وجامعة بوليتكنيكا بوخارست ، وجامعة بابيلي بولياي ، والجامعة الغربية في تيميشوارا ، إلخ. علاوة على ذلك ، أعلنت Anisie أنه ، كتدبير للوقاية من الأمراض والسيطرة عليها باستخدام COVID-19 في المدارس ، قررت وزارة التعليم تعليق جميع الألعاب الأولمبية في المقاطعات والأقاليم ، وكذلك المسابقات الرياضية.
بدأ عرض Teleșcoală (Teleschool) ، الذي أعلنته وزارة التربية والتعليم ومخصص للطلاب الذين بقوا في المنزل خلال فترة إغلاق المدارس ، على TVR 2 في 16 مارس ، الساعة 9 صباحًا يمكن للطلاب متابعة ، من الاثنين إلى الجمعة ، دروس الرياضيات والرومانية والبيولوجيا والتاريخ والجغرافيا.
في 16 مارس ، أعلنت أنيسي أن المدارس ستظل مغلقة أثناء حالة الطوارئ ، على الأقل حتى بعد عيد الفصح.

### رياضات
قرر الاتحاد الروماني لكرة القدم والاتحاد الروماني لكرة اليد تعليق جميع المباريات حتى 31 مارس. تم تأجيل مباراة الرجبي بين رومانيا وبلجيكا ، التي ستقام في بوتوشاني في 14 مارس ، من قبل الرجبي أوروبا . تم إلغاء بطولة IWF Junior World لرفع الأثقال في بوخارست، المقرر عقدها في 14-21 مارس.

## روابط خارجية
- الحالات والوفيات المؤكدة حسب البلد أو الإقليم أو وسيلة النقل (مقياس العالم)
- خريطة تفاعلية مع حالات مؤكدة ، أشخاص في الحجر الصحي ، أشخاص معزولون ، إلخ. (ArcGIS)
- خرائط وإحصاءات عن حالة جائحة COVID-19 في رومانيا (geo-spatial.org)